# Franklin Chang-Díaz
Franklin Ramón Chang Díaz (San José, 5 de abril de 1950) es un astronauta (retirado: julio 2005), físico e ingeniero mecánico tico-estadounidense. Fue el primer astronauta hispano de la NASA y uno de los hombres con más misiones. Posee y comparte un récord de número de viajes al espacio a bordo del transbordador espacial, con un total de siete misiones de la NASA, llevadas a cabo entre 1986 y 2002. Forma parte del salón de la Fama de la NASA. 

## Trayectoria académica
Descendiente de inmigrantes cantoneses por parte paterna, y criolla por el lado materno. Cursó sus estudios y se graduó en el Colegio De La Salle en San José, Costa Rica, en noviembre de 1967, y de la escuela preparatoria Hartford en Hartford, Connecticut, en 1969. Posteriormente, ingresó a la Universidad de Connecticut, donde obtuvo el título de Ingeniería Mecánica en 1973. Cuatro años más tarde obtuvo el doctorado en Ingeniería nuclear, por el Instituto Tecnológico de Massachusetts (MIT). Su investigación doctoral se basó en la tecnología de fusión, y propulsión a chorro basada en plasma.

## Ingreso a la NASA
Chang cursó la enseñanza básica y media en Costa Rica, y gracias a su alto rendimiento académico obtuvo una beca para estudiar ingeniería mecánica en la Universidad de Connecticut en 1973, y posteriormente un doctorado en física aplicada en el MIT en 1977.
Ingresó a la NASA en 1980, y fue seleccionado como astronauta en 1981. Estuvo a cargo de diversos proyectos durante cinco años, hasta el 12 de enero de 1986, cuando vio cumplir su sueño de viajar al espacio, en la misión STS 61-C del Transbordador Columbia que despegó desde el Centro Espacial Kennedy.

## Honores especiales
Ha recibido: el Premio de Alumno Sobresaliente de la Universidad de Connecticut (1980); la Medalla de Vuelo Espacial de la NASA (1986, 1989, 1992, 1994); la Medalla de la Libertad otorgada por el presidente Reagan en la Celebración Centenial de la Estatua de la Libertad en la ciudad de Nueva York (1986); la Medalla de Excelencia del Conventículo Hispano del Congreso (1987); la Medalla por Servicio Excepcional de la NASA (1988, 1990, 1993); el Premio por Proezas de Vuelo de la Sociedad Astronáutica Estadounidense (1989); el Premio por Sobresaliente Contribución Técnica en la Conferencia Nacional de Premios para Ingenieros Hispanos (1993). Fue otorgado la Cruz de la Fuerza Aérea Venezolana por el presidente Jaime Lusinchi durante el 68avo Aniversario de la Fuerza Aérea Venezolana en Caracas, Venezuela (1988). Es receptor de tres Doctorados honoris causa.
Doctor en Ciencia de la Universidad de Connecticut y Doctor en Leyes del Colegio Babson. Tiene Ciudadanía Honoraria del gobierno de Costa Rica (abril de 1995). Este es el más alto honor que Costa Rica concede a un extranjero, haciéndole el primero en recibir tal honor habiendo nacido ahí.
El 26 de agosto de 2013 le fue otorgado el doctorado honoris causa por parte de la Universidad de Costa Rica, en un acto solemne donde el rector de la UCR, Henning Jensen, destacó que "la Universidad reconoce y celebra la excelencia académica y el poder inspirador de sus logros personales, y la reciprocidad que ha tenido para con la sociedad costarricense".

## Experiencia
Mientras asistía a la Universidad de Connecticut, también trabajó como asistente de investigaciones en el Departamento de Física, y participó en el diseño y construcción de experimentos en colisiones atómicas de alta energía. Después de su graduación en 1973, entró a la escuela de graduados de M.I.T., involucrándose de lleno en el programa de fusión controlada de los EE. UU., y haciendo intensivas investigaciones en el diseño y operación de reactores de fusión. Obtuvo su doctorado en el campo de física, en aplicaciones de plasma y tecnología de fusión, y en el mismo año, se unió al cuerpo técnico del Laboratorio Charles Stark Draper. Su trabajo en Draper estuvo fuertemente engranado hacía el diseño y la integración de sistemas de control para conceptos de reactores de fusión y aparatos experimentales, en ambas, fusión inercial y fusión magnéticamente encerrada. En 1979, desarrolló un nuevo concepto para guiar y seguir pellas de combustible en una cámara de reactor de fusión inercial. Más reciente ha estado integrado en el diseño de un nuevo concepto de propulsión de cohetes basado en plasma magnéticamente confinada a altas temperaturas. Como científico visitante en el Centro de Fusión de M.I.T., desde octubre de 1983 a diciembre de 1993, guio el programa de propulsión con plasma, en el desarrollo de esa tecnología para las futuras misiones humanas a Marte. En diciembre de 1993, el Dr. Chang - Díaz fue nombrado Director del Laboratorio de Avanzada Propulsión Espacial en el Centro Espacial Johnson, donde continua sus investigaciones en plasma para cohetes. Es profesor adjunto de Física en la Universidad de Houston y ha presentado numerosos informes y artículos en conferencias técnicas y en revistas científicas. 
Además de sus campos principales en ciencia e ingeniería, trabajó durante 2-1/2 años de gerente casero en una residencia de comunidad experimental  en la integración de pacientes mentales crónicos, y estuvo muy involucrado como instructor y consejero en un programa de rehabilitación de drogadictos hispanos en Massachusetts.
El 5 de mayo de 2012 ingresa al Salón de la Fama de la NASA convirtiéndose en el primer hispanonoamericano en lograrlo. Este honor se debe a su trayectoria como astronauta de la NASA y por el trabajo que ha venido haciendo después de retirarse de la agencia espacial estadounidense.

## Experiencia en la NASA
Seleccionado por la NASA en mayo de 1980, el Dr. Chang - Díaz se convirtió en astronauta en agosto de 1981. Durante su entrenamiento como astronauta, estaba también envuelto en verificación de programación de vuelo en el Laboratorio de Integración de Electrónica Aeronáutica del Transbordador (SAIL, siglas en inglés), y participó en los tempranos diseños de los estudios para la Estación Espacial Internacional. A finales de 1982, fue designado como tripulante de apoyo para la primera misión del Laboratorio Espacial, y en noviembre de 1983, sirvió como comunicador de cápsula en órbita (CAPCOM) durante ese vuelo. De octubre de 1984 a agosto de 1985, fue el líder del grupo de astronautas para apoyo del Centro espacial Kennedy. Sus deberes incluyeron el apoyo de astronautas durante el procesamiento de varios vehículos y cargas útiles, así como apoyo a la tripulación de vuelo durante las fases finales del desconteo. Ha registrado sobre 1800 h de vuelo, incluyendo 1500 h en aeronaves de propulsión a chorro.
El Dr. Chang Díaz se encargó de aproximar y crear lazos más cercanos entre el cuerpo de astronautas y la comunidad científica - conocida como la relación mono-hombre. En enero de 1987, empezó el Programa Interlocutor de Astronautas Científicos y luego ayudó a formar el Programa de Apoyo de Astronautas a la Ciencia, el cual dirigió hasta enero de 1989.

## Vuelos espaciales
Un veterano de siete vuelos espaciales, el Dr. Chang - Díaz ha registrado 1.601 horas en el espacio. Fue miembro de las tripulaciones en STS-61-C en 1986, STS-34 en 1989, STS-46 en 1992, STS-60 en 1994, STS-75 en 1996, STS-91 en 1998 y STS-111 en 2002.
- STS-61-C (enero 12-18, 1986) que fue lanzado desde el Centro Espacial Kennedy, en Florida, en el Transbordador Espacial Columbia. STS-61-C fue un vuelo de 6 días, durante el cual, el Dr. Chang - Díaz participó en el despliegue del satélite SATCOM KU (siglas en inglés), condujo experimentos en astrofísica, y operó el laboratorio de proceso de materiales (MSL-2, siglas en inglés). Después de 96 órbitas de la Tierra, el Columbia y su tripulación hicieron un exitoso aterrizaje en la Base de la Fuerza Aérea Edwards en California. La duración de la misión fue de 146.03.51.

- La STS-34 (octubre 18-23, 1989), la tripulación a bordo del Transbordador Espacial Atlantis que desplegó con éxito la nave espacial Galileo en su misión para explorar Júpiter, manejó el Instrumento de Retrodisperción Solar Ultravioleta del Transbordador (SSBUV, siglas en inglés) para cartografiar el ozono atmosférico, y realizó numerosos experimentos secundarios envolviendo medidas de radiación, morfología de polímeros, investigaciones de rayos, efectos de la microgravedad en las plantas, y un experimento para estudiantes sobre el crecimiento de cristales de hielo en el espacio. STS-34 se lanzó del Centro Espacial Kennedy, en Florida, y aterrizó en la Base de la Fuerza Aérea Edwards en California. La duración de la misión fue de 119 horas y 41 minutos y fue realizada en 79 órbitas de la Tierra.

- STS-46 (31 de julio - 8 de agosto de 1992), fue una misión de 8 días durante la cual los miembros de la tripulación desplegaron el satélite Cargador Recobrable Europeo (EURECA, siglas en inglés), y condujeron el primer vuelo de prueba del Sistema de Satélite en Brida (TSS, siglas en inglés). La duración de la misión fue de 191 horas, 16 minutos y 7 segundos. El Transbordador Espacial Atlantis y su tripulación se lanzó y aterrizó en el Centro Espacial Kennedy, en Florida, y completo 126 órbitas de la Tierra en 3.35 millones de millas.

- STS-60 (febrero 3-11, 1994), fue el primer vuelo del Dispositivo Escudo de Estela (Wake Shield Facility, WSF-1, siglas en inglés), el segundo vuelo del Módulo Habitacional del Espacio -2 (Spacehab-2, en inglés), y la primera misión conjunta de EE. UU. y Rusia en el Transbordador Espacial, en la cual un Cosmonauta Ruso fue miembro de la tripulación. Durante el vuelo de 8 días, la tripulación a bordo del Transbordador Espacial Discovery condujo una amplia variedad de experimentos en ciencia de biología de materiales, observaciones de la Tierra, y ciencia de la vida. STS-60 se lanzó y aterrizó en el Centro Espacial Kennedy, en Florida. La misión realizó 130 órbitas de la Tierra en 3,439,705 millas.

- STS-75 (22 de febrero a 9 de marzo de 1996), misión de 15 días cuyas principales cargas útiles fueron el segundo vuelo del Sistema de Satélite en Brida (TSS) y el tercer vuelo de la Carga Útil Estadounidense de Microgravedad (USMP-3, siglas en inglés). El experimento del satélite en brida demostró con éxito su capacidad para producir electricidad y produjo una gran cantidad de información sobre electrodinámica de bridas y física de plasma antes de romperse a poco antes de alcanzar su máxima longitud (20,7 km, se rompió faltando un kilómetro). La tripulación también trabajó en experimentos sobre combustión y otras investigaciones relacionadas el USMP destinadas al desarrollo de medicinas, aleaciones metálicas y semiconductores. La misión se completó en 252 órbitas, cubriendo 6.5 millones de millas en 377 horas y 40 minutos.

- STS-91 (junio 2-12, 1998) Transbordador Espacial Discovery: Fue el noveno y último acoplamiento con la estación espacial rusa "MIR", que marcó el final de la exitosa primera fase de cooperación Ruso-estadounidense en el espacio. La tripulación, un ruso incluido Valeri Ryumin, realizó un re-suplemento logísitco y de hardware en la estación MIR durante los cuatro días que estuvo acoplada. También condujeron el experimento del Espectrómetro Magnético Alfa , que involucraba la primera investigación sobre antimateria de este tipo en el espacio. La misión duró 235 horas y 54 minutos.

- STS-111 (junio 5-19, 2002) Transbordador Espacial Endeavour: La misión STS-111 envió la quinta tripulación permanente a la Estación Espacial Internacional (EEI, ISS por sus siglas en inglés) y una base construida en Canadá para el brazo robótico de la estación. La tripulación también reparó este último reemplazando una de sus articulaciones. Fue la segunda misión del transbordador dedicada al envío de material de investigación a la estación. El Dr Chang-Díaz realizó 3 caminatas espaciales para ayudar en la instalación de la base móvil al brazo robótico. La STS-111 trajo de regreso a la expedición 4, que llevaba 6 meses y medio en la estación. Debido a razones climatológicas (pésimas condiciones meteorológicas en la Florida), el Endeavour tuvo que aterrizar en la base de la Fuerza Aérea Edwards en California después de 13 días, 20 horas y 35 minutos de vuelo.

## Otros logros
Franklin Chang-Díaz ha dedicado su vida a la investigación para la propulsión con plasma, la cual es fundamental para futuras misiones espaciales de larga distancia, como el objetivo de alcanzar Marte, por lo cual ha creado la compañía Ad Astra Rocket Company (AARC), cuya sede principal está en el NASA Johnson Space Center, 25 millas al sur de la ciudad de Houston, también tiene una sede en Guanacaste, Costa Rica. 
Posee 1601 horas de experiencia espacial, incluyendo 19 horas y media en caminatas espaciales. Ha recibido múltiples condecoraciones del Gobierno de Costa Rica y de los países latinoamericanos. En el Museo de los Niños en San José, Costa Rica, existe una sala dedicada a su labor, que anteriormente incluía una reproducción de su imagen en un robot.

## Actualidad
A partir del año 2005, el doctor Chang-Díaz fundó en Costa Rica una subsidiaria de Ad Astra Rocket Company y consiste en un laboratorio construido aproximadamente a 10 km de la ciudad de Liberia, Guanacaste, en el campus de la Universidad Earth. 
Las tareas principales de AARC-CR son: 
- Construir un aparato altamente flexible para explorar la optimización de una fuente de plasma para la tecnología de propulsión espacial VASIMR.
- Medir el calor residual de la fuente y caracterizar su distribución.
- Crear diseños de ingeniería para remover el calor residual eficazmente.

Franklin Chang-Díaz fue profesor adjunto de Física en la Universidad de Rice y en la Universidad de Houston, y director del Laboratorio de Propulsión Espacial Avanzada en el Centro Espacial Johnson. 
En Costa Rica, fue miembro de la junta de notables que analizó el TLC de Centroamérica con Estados Unidos